# 吃水深度

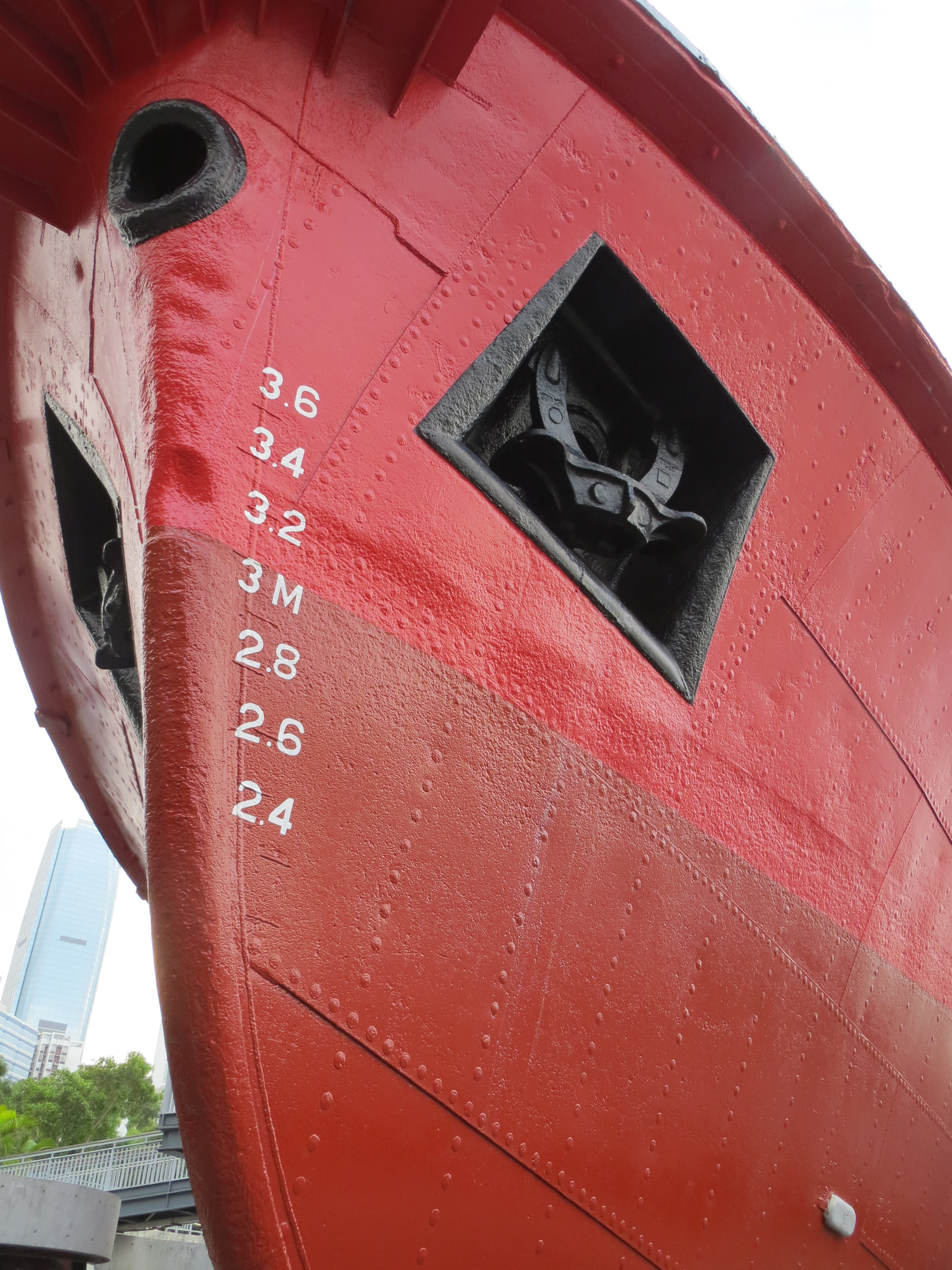
顯示吃水线的水呎

吃水深度（英語：draft 或 draught），簡稱吃水，是指船舶在水中沉入水下部分的最深長度，不同船舶有不同的吃水深度。而同一船舶亦根据不同的载重量及所处水域的盐度，而吃水深度有所不同。大型船艦會因為吃水太深而不能夠進入水淺之海灣、港口或者運河。船身外刻吃水线刻度，以顯示吃水深度。

## 相關參見
- 排水量